# زينان باو
زينان باو (بالصينية المبسطة: 鲍哲南 ، [[حروف صينية تقليدية|بالصينية التقليدية:鮑哲南،نظام بينيين: Bào Zhénán)، هي بروفيسورة في الهندسة الكيميائية وهندسة المواد ولدت في عام 1970 وحصلت علي الدكتوراة من جامعة ستانفورد، وعُرفت بأعمالها في تطوير تكنولوجيات لتأثير الترانزيستور العضوي وكذلك أشباه الموصلات العضوية وهي واحدة من الحائزين علي جائزة العلوم للنساء من اليونيسكو لعام 2017.

## التعليم
إلتحقت زينان باو إلتحقت بجامعة نيانينغ وذلك قبل أن تنتقل للبداية في تحضير الدكتوراة في جامعة شيكاغو في الولايات المتحدة الأمريكية في مجال الكيمياء، وكانت من أوائل طلاب البروفيسور ليوبينغ يو وقامت بأعمال ابتدائية في البوليمرات السائلة البلورية

## الحياة الأكاديمية
بعدما أتمت الدكتوراة الخاصة بها، حصلت علي عرض من جامعة كاليفورنيا في بيركيلي كتدريب ما بعد الدكتوراة، ولكنها التحقت بقسم أبحاث المواد في معامل بيل بمعهد لوسنت، وفي خلال هذه الفترة شاركت في تطوي أول ترانيستور بلاستيكي أو أول ترانسيتور عضوي بتأثير حقلي، والذي يسمح باستخدامه في الأوراق الإلكترونية.
وخلال هذه الفترة أيضًا عندما كان جان شون ينشر عدة أوراق بحثية تم سحب العديد من أوراقه بسبب الغش والاحتيال، وقد تمت تبرأته بعد ذلك من أي سوء سلوك.، وتم تسمية زينان باو كعضو مميز في الفريق التقني، كما تم تسميتها أيضًا كمراجعة لدي معهد ماساتشوستس وذلك بسبب أعمالها مع أشباه الموصلات العضوية.
في عام 2004 عادت زينان باو مرة أخرى للحياة الأكاديمية بالانضمام إلي جامعة ستانفورد حيث تقوم الآن بالتركيز علي أشباه الموصلات العضوية والأنابيب النانوية الكربونية باستخدام طرق تصنيع جديدة، وآخر اعمالها في المعمل يضم تطوير جلد إلكتروني وكذلك خلايا شمسية كربونية
وهي أيضًا عضوة في الأكاديمية الوطنية للهندسة منذ عام 2016، وعضوة أيضًا في الجمعية الكيميائية الأمريكية الجمعية الأمريكية لتقدم العلوم وتقوم بالخدمة الاستشارية في العديد من المجلات العلمية المتعلقة بالمواد وتشرف أيضًا علي قسم علم المواد البوليمرية الهندسية في الجمعية الكيميائية الأمريكية، وتم تكريميها بجائزة الجمعية الكيميائية الأمريكية في عام 2011.، وحصلت أيضًا علي ميدالية بيلبي في عام 2009.

## حياتها الشخصية
انتقلت زينان من إلي الولايات المتحدة الأمريكية بعد ان ولدت في الصين في عام 1990، وكلا والداها يعملان في جامعة نيانيغ، حيث بدأت هي أيضًا حياتها التعليمية هناك عندما كانت تتعلم الكيمياء البوليميرية في معامل الكلية الخاصة بوالدتها، وأحد أكبر ملهميها في إيلسا ريتشمانيز والتي كانت تشرف علي معامل بيل حيث درست وهي الآن متزوجة ولديها ولدين.

## روابط خارجية
- Stanford Academic Bio
- Bao Lab website
- Interview with Chemical Technology